# Troche
Troche település Franciaországban, Corrèze megyében. Lakosainak száma 541 fő (2022. január 1.). Troche Beyssac, Lubersac, Orgnac-sur-Vézère, Vigeois és Les Trois-Saints községekkel határos.

## Népesség
A település népessége az elmúlt években az alábbi módon változott:
| Lakosok száma | 683  | 558  | 528  | 504  | 553  | 557  | 557  | 551  | 545  | 541  |
|               | 1968 | 1982 | 1990 | 2006 | 2013 | 2015 | 2017 | 2019 | 2020 | 2022 |